# Whiskey Cavalier
Whiskey Cavalier – amerykański serial telewizyjny (komediodramat) wyprodukowany przez Doozer oraz Warner Bros. Television, którego twórcą jest Dave Hemingson. Serial jest emitowany od 27 lutego 2019 roku na ABC.
13 maja 2019 roku, stacja ABC anulowała serial po jednym sezonie.

## Fabuła
Serial opowiada o Willu Chase, agencie FBI, który rozpoczyna zawodową współpracę z Francescą Trowbridge, agentką CIA.

## Obsada

### Główna
- Scott Foley jako Will Chase
- Lauren Cohan jako Francesca "Frankie" Trowbridge[3]
- Ana Ortiz jako Susan Sampson[4]
- Tyler James Williams jako Edgar Standish[5]
- Josh Hopkins jako Ray Prince[6]
- Vir Das jako Jai Datta

### Role drugoplanowe
- Dylan Walsh jako Alex Ollerman[7]
- Marika Domińczyk jako Martyna "Tina" Marek[8]
- Christa Miller jako Kelly Ashland[8]

### Gościnne występy
- Bellamy Young jako Karen Pappas[9]
- Penelope Rose Leveque jako Gigi Debrosse[9]
- Matthew Marsh jako Casey[10]
- Nansi Nsue jako Hana[10]
- Ermin Sijamija jako Stavros Pappas[10]

- Ophelia Lovibond jako Emma Davies[11]
- Malina Foley jako Sadie Prince[12]
- Christa Miller Lawrence jako Kelly Ashland[13]
- Sung Kang jako Daniel Lou[13]
- Jadran Malkovich jako Eddie Benson[13]

## Odcinki
| Sezon | Odcinki | Oryginalna emisja w ABC | Oryginalna emisja w ABC |
| Sezon | Odcinki | Premiera sezonu         | Finał sezonu            |
| ----- | ------- | ----------------------- | ----------------------- |
| 1     | 13      | 27 lutego 2019          | 22 maja 2019            |

### Sezon 1 (2019)
| #  | Tytuł                           | Reżyseria         | Scenariusz                   | Premiera w ABC   |
| -- | ------------------------------- | ----------------- | ---------------------------- | ---------------- |
| 1  | Pilot                           | Peter Atencio     | Dave Hemingson               | 27 lutego 2019   |
| 2  | The Czech List                  | Peter Atencio     | Adam Sztykiel                | 6 marca 2019     |
| 3  | When in Rome                    | Peter Atencio     | David Hemingson              | 13 marca 2019    |
| 4  | Mrs. & Mr. Trowbridge           | Romeo Tirone      | Sheri Elwood                 | 20 marca 2019    |
| 5  | The English Job                 | Amanda Marsalis   | Rick Muirragui               | 27 marca 2019    |
| 6  | Five Spies and a Baby           | Michael Spiller   | Dean Lopata                  | 3 kwietnia 2019  |
| 7  | Spain, Trains and Automobiles   | Matthew A. Cherry | Amy Pocha, Seth Cohen        | 10 kwietnia 2019 |
| 8  | Confessions of a Dangerous Mind | Jon East          | Jameel Saleem                | 17 kwietnia 2019 |
| 9  | Hearts & Minds                  | Jon East          | Adam Higgs                   | 24 kwietnia 2019 |
| 10 | Good Will Hunting               | Romeo Tirone      | Erica Batty                  | 1 maja 2019      |
| 11 | College Confidential            | Rob Bailey        | Kelsey Murray & Helen Berger | 8 maja 2019      |
| 12 | Two of a Kind                   | Daisy Mayer       | Ashley Darnall               | 15 maja 2019     |
| 13 | Czech Mate                      | Peter Atencio     | David Hemingson              | 22 maja 2019     |

## Produkcja
W lutym 2018 roku, ogłoszono, że Lauren Cohan, Ana Ortiz oraz Tyler James Williams dołączyli do obsady serialu.
12 maja 2018 roku, stacja ABC ogłosiła zamówienie serialu na sezon telewizyjny 2018/2019. W sierpniu 2018 roku, poinformowano, że Josh Hopkins zagra w serialu. W połowie grudnia 2018 roku, ogłoszono, że Dylan Walsh otrzymał rolę powracającą jako Alex Ollerman. Pod koniec stycznia 2019 roku, poinformowano, że obsada powiększyła się o  Marike Domińczyk i Christa Millera.
W maju 2019 roku, stacja ABC poinformowała o anulowaniu produkcji drugiego sezonu.